# Словарь рифм
Словарь рифм — сборники рифм использующиеся для написания лирики. Как правило, такие работы не дают определение терминов, как в традиционном словаре.

### Русские словари рифм
- «Лексикон» И. Тодорского (1800);
- «Собрание рифм по алфавиту» (Свечин(?),1834, 1836);
- «Руководство к стихосложению». М. Бродовский (1887);
- «Словарь рифм русского языка». Л. Шаховская (1890);
- «Правила сочинения стихов и рифмовник» К. И. Ш-въ (1903);
- «Полный словарь русских рифм» Н. Абрамов (Петербург, 1912).

### Современные словари русских рифм
- 1993 — П. М. Фок «Практический словарь рифм»;
- 1996 — Н. Абрамов «Полный словарь русских рифм» (переиздание словаря 1912 г.);
- 2002 — В. В. Онуфриев «Словарь популярных рифм».
- 2004 — П. Лебедев, Л. Студеникина, Е. Коровкина «Словарь рифм».

### По поэтам
- Словарь рифм А. Блока (сост. Т. Ю. Максимова);
- Словарь рифм М. Ю. Лермонтова / Под ред. В. В. Бородина, А. Я. Шайкевича; Сост. Авдеева А. А., Бородин В. В., Быкова Н. Я., Козокина С. М., Гордеева Н. А., Макарова Л. А., Шайкевич А. Я. // Лермонтовская энциклопедия / АН СССР. Ин-т рус. лит. (Пушкин. Дом); Науч.-ред. совет изд-ва «Сов. Энцикл.» — М.: Сов. Энцикл., 1981. — С. 666—716.
- Словарь рифм Иосифа Бродского (сост. Бабакин) 1998;
- Словарь рифм Беллы Ахмадулиной (сост. Бабакин А. Л.) 2000;
- Словарь рифм Евгения Евтушенко (сост. Бабакин А. Л.) 2000;
- Словарь рифм Роберта Рождественского (сост. Бабакин А. Л.);
- Словарь рифм Марины Цветаевой. 2000;
- Словарь рифм А.Пушкина — «Pushkins Ryhmes» (США) 1974;
- Словарь рифм С. А. Есенина (Составители: А. Н. Захарова и А. П. Зименкова).
- Словарь рифм романа «Евгений Онегин» А. С. Пушкина;
- Словарь рифм поэмы Твардовского «Василий Тёркин» (составитель двух последних — Н. Лазоркина).

### Другая литература
- Т. С. Царькова «Первый русский словарь рифм». Проблемы стиховедения и поэтики. Межвузовский научный сборник. Алма-Ата, 1990.
- Н. Абрамов, «Полный словарь русских рифм», вступление.
- С. В. Калачева. Стихосложение (из курса лекций по «введению в литературоведение»). Издательство Московского университета, 1970.
- А. А. Бурячок «Словник українських рим», Передмова. Киiв, видавництво «Наукова думка», 1977.
- Ю. М. Лотман «О поэтах и поэзии», Анализ поэтического текста.
- М. Л. Гаспаров, Предисловие к первому изданию «Словаря русских созвучий» С. М. Федченко. «Русские словари», «Астрель», «АСТ», *Москва, 2000.* А. П. Квятковский: Поэтический словарь / Науч. ред. И. Роднянская. — М.: Сов. Энцикл., 1966. — 376 с.